# Helianthus cusickii
Helianthus cusickii — вид квіткових рослин з родини айстрових (Asteraceae).

## Біоморфологічна характеристика
Це багаторічник 60–120 см (стрижневі корені). Стебла від прямовисних до лежачих, голі чи майже так. Листки стеблові; здебільшого супротивні; листкові ніжки 0–1 см; листкові пластинки (від світло- до темно-зелених) ланцетні, 5–15 × 0.5–2.5 см, поверхні голі чи щетинисті, залозисто-крапкові, краї цільні Квіткових голів 1–3. Променеві квітки 12–16; пластинки 20–35 мм (абаксіальні поверхні залозисто-крапчасті). Дискові квітки 40+; віночки 6.5–7.5 мм, частки жовті, пиляки зазвичай матово-оранжеві чи оранжево-коричневі, іноді жовтуваті. Ципсели 4–5 мм, голі. 2n = 34. Цвітіння: пізня весна — літо.

## Умови зростання
США (Аризона, Каліфорнія, Колорадо, Іллінойс, Канзас, Небраска, Невада, Нью-Мексико, Оклахома, Техас, Юта), Північна Мексика. Населяє сухі схили, відкриті ліси; 600–2000 метрів.